# Sercus
Sercus é uma comuna francesa na região administrativa de Altos da França, no departamento do Norte. Estende-se por uma área de 4.98 km². Em 2010 a comuna tinha 477 habitantes (densidade: 95,8 hab./km²).